# Allemagne aux Jeux olympiques de la jeunesse d'hiver de 2012
L'Allemagne  a participé aux Jeux olympiques de la jeunesse d'hiver de 2012 à Innsbruck en Autriche du 13 au 22 janvier 2012. L'équipe allemande était composée de 57 athlètes dans 15 sports différents.

## Médaillés
| Médaille | Nom                                                                 | Sport                | Épreuve                           | Date       |
| -------- | ------------------------------------------------------------------- | -------------------- | --------------------------------- | ---------- |
| Or       | Franziska Preuss                                                    | Biathlon             | Sprint femmes                     | 15 janvier |
| Or       | Christian Paffe                                                     | Luge                 | Simple hommes                     | 15 janvier |
| Or       | Niklas Homberg                                                      | Biathlon             | Poursuite hommes                  | 16 janvier |
| Or       | Franziska Preuss Laura Hengelhaupt Maximilian Janke Niklas Homberg  | Biathlon             | Relais mixte                      | 19 janvier |
| Or       | Franziska Preuss Victoria Carl Maximilian Janke Christian Stiebritz | Biathlon Ski de fond | Relais mixte ski de fond/biathlon | 21 janvier |
| Or       | Sebastian Berneker                                                  | Skeleton             | Individuel hommes                 | 21 janvier |
| Or       | Jacqueline Loelling                                                 | Skeleton             | Individuel femmes                 | 21 janvier |
| Or       | Katharina Althaus Tom Lubitz Andreas Wellinger                      | Saut à ski           | Compétition par équipes           | 21 janvier |
| Argent   | Katharina Althaus                                                   | Saut à ski           | Individuel femmes                 | 14 janvier |
| Argent   | Franziska Preuss                                                    | Biathlon             | Poursuite femmes                  | 16 janvier |
| Argent   | Tim Brendel Florian Funk                                            | Luge                 | Double hommes                     | 16 janvier |
| Argent   | Saskia Langer                                                       | Luge                 | Simple femmes                     | 16 janvier |
| Argent   | Saskia Langer Christian Paffe Tim Brendel Florian Funk              | Luge                 | Relais par équipes mixtes         | 17 janvier |
| Argent   | Marius Cebulla                                                      | Ski de fond          | Sprint hommes                     | 19 janvier |
| Argent   | Marzellus Renn                                                      | Ski acrobatique      | Ski cross hommes                  | 21 janvier |
| Bronze   | Toni Gräfe                                                          | Luge                 | Simple hommes                     | 15 janvier |
| Bronze   | Équipe d'Allemagne de hockey sur glace féminin des moins de 18 ans  | Hockey sur glace     | Tournoi féminin                   | 22 janvier |

## Résultats

### Ski alpin
Hommes
| Athlète        | Épreuve      | Finale          | Finale          | Finale          | Finale          |
| Athlète        | Épreuve      | Manche 1        | Manche 2        | Total           | Rang            |
| -------------- | ------------ | --------------- | --------------- | --------------- | --------------- |
| Nikolaus Ertl  | Slalom       | 40 s 68         | 40 s 44         | 1 min 21 s 12   | 6               |
| Nikolaus Ertl  | Slalom géant | 1 min 00 s 43   | 54 s 70         | 1 min 55 s 13   | 8               |
| Nikolaus Ertl  | Super-G      |                 |                 | Disqualifié     | Disqualifié     |
| Nikolaus Ertl  | Combiné      | 1 min 05 s 64   | 38 s 98         | 1 min 44 s 62   | 14              |
| Lucas Krahnert | Slalom       | 40 s 53         | 40 s 74         | 1 min 21 s 27   | 7               |
| Lucas Krahnert | Slalom géant | N'a pas terminé | N'a pas terminé | N'a pas terminé | N'a pas terminé |
| Lucas Krahnert | Super-G      |                 |                 | 1 min 04 s 84   | 5               |
| Lucas Krahnert | Combiné      | 1 min 03 s 96   | 45 s 85         | 1 min 49 s 81   | 23              |

Femmes
| Athlète       | Épreuve      | Finale           | Finale           | Finale           | Finale           |
| Athlète       | Épreuve      | Manche 1         | Manche 2         | Total            | Rang             |
| ------------- | ------------ | ---------------- | ---------------- | ---------------- | ---------------- |
| Alisa Krauss  | Slalom       | N'a pas terminé  | N'a pas terminé  | N'a pas terminé  | N'a pas terminé  |
| Alisa Krauss  | Slalom géant | 1 min 00 s 13    | 59 s 84          | 1 min 59 s 97    | 14               |
| Alisa Krauss  | Super-G      |                  |                  | N'a pas terminé  | N'a pas terminé  |
| Alisa Krauss  | Combiné      | N'a pas terminé  | N'a pas terminé  | N'a pas terminé  | N'a pas terminé  |
| Jenny Reinold | Slalom       | 43 s 90          | N'a pas terminée | N'a pas terminée | N'a pas terminée |
| Jenny Reinold | Slalom géant | 1 min 00 s 73    | 1 min 00 s 54    | 2 min 01 s 27    | 18               |
| Jenny Reinold | Super-G      |                  |                  | 1 min 07 s 42    | 15               |
| Jenny Reinold | Combiné      | N'a pas terminée | N'a pas terminée | N'a pas terminée | N'a pas terminée |

Équipe
| Athlète                                                 | Épreuve                              | Quart de finale | Demi-finale   | Finale        | Rang |
| ------------------------------------------------------- | ------------------------------------ | --------------- | ------------- | ------------- | ---- |
| Alisa Krauss Nikolaus Ertl Jenny Reinold Lucas Krahnert | Épreuve parallèle par équipes mixtes | Italie D 0-3    | Non qualifiés | Non qualifiés | 5    |

### Biathlon
Hommes
| Athlète          | Épreuve   | Finale        | Finale  | Finale |
| Athlète          | Épreuve   | Temps         | Manqués | Rang   |
| ---------------- | --------- | ------------- | ------- | ------ |
| Niklas Homberg   | Sprint    | 20 min 05 s 4 | 1       | 6      |
| Niklas Homberg   | Poursuite | 28 min 43 s 1 | 4       | 1      |
| Maximilian Janke | Sprint    | 20 min 57 s 8 | 2       | 14     |
| Maximilian Janke | Poursuite | 29 min 41 s 6 | 4       | 4      |

Femmes
| Athlète           | Épreuve   | Finale        | Finale  | Finale |
| Athlète           | Épreuve   | Temps         | Manqués | Rang   |
| ----------------- | --------- | ------------- | ------- | ------ |
| Laura Hengelhaupt | Sprint    | 21 min 18 s 8 | 5       | 37     |
| Laura Hengelhaupt | Poursuite | 33 min 21 s 4 | 6       | 22     |
| Franziska Preuss  | Sprint    | 17 min 27 s 7 | 1       | 1      |
| Franziska Preuss  | Poursuite | 26 min 29 s 2 | 2       | 2      |

Mixte
| Athlète                                                             | Épreuve                           | Finale            | Finale  | Finale |
| Athlète                                                             | Épreuve                           | Temps             | Manqués | Rang   |
| ------------------------------------------------------------------- | --------------------------------- | ----------------- | ------- | ------ |
| Franziska Preuss Laura Hengelhaupt Maximilian Janke Niklas Homberg  | Relais mixte                      | 1 h 11 min 06 s 8 | 0+7     | 1      |
| Franziska Preuss Victoria Carl Maximilian Janke Christian Stiebritz | Relais mixte ski de fond/biathlon | 1 h 04 min 23 s 4 | 1+6     | 1      |

### Bobsleigh
Hommes
| Athlète                         | Épreuve           | Finale   | Finale   | Finale        | Finale |
| Athlète                         | Épreuve           | Manche 1 | Manche 2 | Total         | Rang   |
| ------------------------------- | ----------------- | -------- | -------- | ------------- | ------ |
| Philipp Moelter Richard Oelsner | Bob à deux hommes | 54 s 93  | 54 s 49  | 1 min 49 s 42 | 6      |

### Ski de fond
Hommes
| Athlète             | Épreuve      | Finale        | Finale |
| Athlète             | Épreuve      | Temps         | Rang   |
| ------------------- | ------------ | ------------- | ------ |
| Marius Cebulla      | 10 km hommes | 31 min 15 s 8 | 12     |
| Christian Stiebritz | 10 km hommes | 30 min 24 s 0 | 6      |

Femmes
| Athlète       | Épreuve     | Finale        | Finale |
| Athlète       | Épreuve     | Temps         | Rang   |
| ------------- | ----------- | ------------- | ------ |
| Julia Belger  | 5 km femmes | 15 min 32 s 5 | 7      |
| Victoria Carl | 5 km femmes | 15 min 20 s 9 | 6      |

Sprint
| Athlète             | Épreuve       | Qualification | Qualification | Quart de finale | Quart de finale | Demi-finale   | Demi-finale   | Finale        | Finale        |
| Athlète             | Épreuve       | Total         | Rang          | Total           | Rang            | Total         | Rang          | Total         | Rang          |
| ------------------- | ------------- | ------------- | ------------- | --------------- | --------------- | ------------- | ------------- | ------------- | ------------- |
| Marius Cebulla      | Sprint hommes | 1 min 44 s 85 | 5 Q           | 1 min 48 s 6    | 1 Q             | 1 min 46 s 1  | 1 Q           | 1 min 44 s 8  | 2             |
| Christian Stiebritz | Sprint hommes | 1 min 45 s 17 | 6 Q           | 1 min 49 s 4    | 2 Q             | 2 min 00 s 1  | 5             | Non qualifié  | Non qualifié  |
| Julia Belger        | Sprint femmes | 2 min 01 s 96 | 14 Q          | 2 min 10 s 7    | 5               | Non qualifiée | Non qualifiée | Non qualifiée | Non qualifiée |
| Victoria Carl       | Sprint femmes | 2 min 01 s 15 | 9 Q           | 1 min 59 s 4    | 2 Q             | 2 min 07 s 0  | 6             | Non qualifiée | Non qualifiée |

Mixte
| Athlète                                                             | Épreuve                           | Finale            | Finale  | Finale |
| Athlète                                                             | Épreuve                           | Temps             | Manqués | Rang   |
| ------------------------------------------------------------------- | --------------------------------- | ----------------- | ------- | ------ |
| Franziska Preuss Victoria Carl Maximilian Janke Christian Stiebritz | Relais mixte ski de fond/biathlon | 1 h 04 min 23 s 4 | 1+6     | 1      |

### Curling
Hommes
- Skip: Daniel Rothballer
- Second: Kevin Lehmann

Femmes
- Third: Frederike Manner
- Lead: Nicole Muskatewitz

#### Équipes mixtes
| Groupe rouge    | Skip              | V | D |
| --------------- | ----------------- | - | - |
| Suède           | Rasmus Wranå      | 6 | 1 |
| Canada          | Thomas Scoffin    | 5 | 2 |
| Japon           | Shingo Usui       | 4 | 3 |
| Italie          | Amos Mosaner      | 4 | 3 |
| Grande-Bretagne | Duncan Menzies    | 3 | 4 |
| Russie          | Mikhail Vaskov    | 3 | 4 |
| Autriche        | Mathias Genner    | 2 | 5 |
| Allemagne       | Daniel Rothballer | 1 | 6 |

##### Résultats du1ertour
| C                        | 1 | 2 | 3 | 4 | 5 | 6 | 7 | 8 | 9 | 10 | Total |
| ------------------------ | - | - | - | - | - | - | - | - | - | -- | ----- |
| Allemagne (Rothballer) X | 2 | 1 | 0 | 0 | 0 | 0 | 1 | 0 |   |    | 4     |
| Canada (Scoffin)         | 0 | 0 | 2 | 1 | 0 | 2 | 0 | 1 |   |    | 6     |

| D                      | 1 | 2 | 3 | 4 | 5 | 6 | 7 | 8 | 9 | 10 | Total |
| ---------------------- | - | - | - | - | - | - | - | - | - | -- | ----- |
| Russie (Vaskov) X      | 0 | 1 | 0 | 3 | 1 | 0 | 1 | 0 |   |    | 6     |
| Allemagne (Rothballer) | 0 | 0 | 2 | 0 | 0 | 1 | 0 | 1 |   |    | 4     |

| A                         | 1 | 2 | 3 | 4 | 5 | 6 | 7 | 8 | 9 | 10 | Total |
| ------------------------- | - | - | - | - | - | - | - | - | - | -- | ----- |
| Grande-Bretagne (Menzies) | 0 | 0 | 2 | 0 | 1 | 0 | 0 | 1 | 0 |    | 4     |
| Allemagne (Rothballer) X  | 0 | 1 | 0 | 1 | 0 | 2 | 0 | 0 | 1 |    | 5     |

| B                      | 1 | 2 | 3 | 4 | 5 | 6 | 7 | 8 | 9 | 10 | Total |
| ---------------------- | - | - | - | - | - | - | - | - | - | -- | ----- |
| Autriche (Genner) X    | 0 | 2 | 0 | 0 | 0 | 2 | 0 | 1 | 7 |    | 12    |
| Allemagne (Rothballer) | 0 | 0 | 1 | 2 | 1 | 0 | 1 | 0 | 0 |    | 5     |

| D                      | 1 | 2 | 3 | 4 | 5 | 6 | 7 | 8 | 9 | 10 | Total |
| ---------------------- | - | - | - | - | - | - | - | - | - | -- | ----- |
| Allemagne (Rothballer) | 0 | 0 | 2 | 0 | 1 | 0 | 0 | X |   |    | 3     |
| Italie (Mosaner) X     | 2 | 1 | 0 | 1 | 0 | 1 | 4 | X |   |    | 9     |

| C                        | 1 | 2 | 3 | 4 | 5 | 6 | 7 | 8 | 9 | 10 | Total |
| ------------------------ | - | - | - | - | - | - | - | - | - | -- | ----- |
| Japon (Usui)             | 0 | 0 | 3 | 3 | 2 | 1 | X | X |   |    | 9     |
| Allemagne (Rothballer) X | 1 | 1 | 0 | 0 | 0 | 0 | X | X |   |    | 2     |

| B                        | 1 | 2 | 3 | 4 | 5 | 6 | 7 | 8 | 9 | 10 | Total |
| ------------------------ | - | - | - | - | - | - | - | - | - | -- | ----- |
| Allemagne (Rothballer) X | 1 | 1 | 0 | 1 | 0 | 1 | 0 | X |   |    | 4     |
| Suède (Wranå)            | 0 | 0 | 2 | 0 | 2 | 0 | 2 | X |   |    | 6     |

#### Doubles mixtes

##### 16ede finale
| A                                                | 1 | 2 | 3 | 4 | 5 | 6 | 7 | 8 | 9 | 10 | Total |
| ------------------------------------------------ | - | - | - | - | - | - | - | - | - | -- | ----- |
| Michael Brunner (SUI) Nicole Muskatewitz (GER) X | 0 | 2 | 0 | 2 | 0 | 2 | 1 | 1 |   |    | 8     |
| Sarah Anderson (USA) Go Ke-on (KOR)              | 1 | 0 | 4 | 0 | 1 | 0 | 0 | 0 |   |    | 6     |

| D                                             | 1 | 2 | 3 | 4 | 5 | 6 | 7 | 8 | 9 | 10 | Total |
| --------------------------------------------- | - | - | - | - | - | - | - | - | - | -- | ----- |
| Kang Sue-yeon (KOR) Krystof Krupanský (CZE) X | 3 | 1 | 0 | 3 | 0 | 2 | 1 | X |   |    | 10    |
| Daniel Rothballer (GER) Arianna Losano (ITA)  | 0 | 0 | 2 | 0 | 3 | 0 | 0 | X |   |    | 5     |

| B                                           | 1 | 2 | 3 | 4 | 5 | 6 | 7 | 8 | 9 | 10 | Total |
| ------------------------------------------- | - | - | - | - | - | - | - | - | - | -- | ----- |
| Martin Sesaker (NOR) Kim Eun-bi (KOR)       | 1 | 0 | 4 | 0 | 2 | 2 | 0 | X |   |    | 9     |
| Amalia Rudström (SWE) Kevin Lehmann (GER) X | 0 | 1 | 0 | 1 | 0 | 0 | 1 | X |   |    | 3     |

| C                                          | 1 | 2 | 3 | 4 | 5 | 6 | 7 | 8 | 9 | 10 | Total |
| ------------------------------------------ | - | - | - | - | - | - | - | - | - | -- | ----- |
| Frederike Manner (GER) Derek Oryniak (CAN) | 0 | 0 | 0 | 1 | 0 | 0 | X | X |   |    | 1     |
| Yoo Min-hyeon (KOR) Mako Tamakuma (JPN) X  | 3 | 2 | 3 | 0 | 5 | 1 | X | X |   |    | 14    |

###### 8ede finale
| C                                                | 1 | 2 | 3 | 4 | 5 | 6 | 7 | 8 | 9 | 10 | Total |
| ------------------------------------------------ | - | - | - | - | - | - | - | - | - | -- | ----- |
| Michael Brunner (SUI) Nicole Muskatewitz (GER) X | 1 | 1 | 1 | 1 | 1 | 0 | 1 | X |   |    | 6     |
| Wang Jinbo (CHN) Ina Roll Backe (NOR)            | 0 | 0 | 0 | 0 | 0 | 1 | 0 | X |   |    | 1     |

###### Quart de finale
| B                                              | 1 | 2 | 3 | 4 | 5 | 6 | 7 | 8 | 9 | 10 | Total |
| ---------------------------------------------- | - | - | - | - | - | - | - | - | - | -- | ----- |
| Michael Brunner (SUI) Nicole Muskatewitz (GER) | 0 | 0 | 1 | 2 | 1 | 0 | 3 | 1 |   |    | 8     |
| Mikhail Vaskov (RUS) Zuzana Hrůzová (CZE) X    | 1 | 1 | 0 | 0 | 0 | 1 | 0 | 0 |   |    | 3     |

###### Demi-finale
| A                                              | 1 | 2 | 3 | 4 | 5 | 6 | 7 | 8 | 9 | 10 | Total |
| ---------------------------------------------- | - | - | - | - | - | - | - | - | - | -- | ----- |
| Michael Brunner (SUI) Nicole Muskatewitz (GER) | 1 | 1 | 0 | 2 | 0 | 3 | 0 | X |   |    | 7     |
| Korey Dropkin (USA) Marina Verenich (RUS) X    | 0 | 0 | 1 | 0 | 1 | 0 | 1 | X |   |    | 3     |

###### Finale
| C                                                | 1 | 2 | 3 | 4 | 5 | 6 | 7 | 8 | 9 | 10 | Total |
| ------------------------------------------------ | - | - | - | - | - | - | - | - | - | -- | ----- |
| Michael Brunner (SUI) Nicole Muskatewitz (GER) X | 3 | 2 | 0 | 4 | 0 | 4 | X | X |   |    | 13    |
| Martin Sesaker (NOR) Kim Eun-bi (KOR)            | 0 | 0 | 1 | 0 | 1 | 0 | X | X |   |    | 2     |

### Patinage artistique
Hommes
| Athlète(s)     | Épreuve    | PC/DO  | PC/DO | PL/DL  | PL/DL | Total  | Total |
| Athlète(s)     | Épreuve    | Points | Rang  | Points | Rang  | Points | Rang  |
| -------------- | ---------- | ------ | ----- | ------ | ----- | ------ | ----- |
| Niko Ulanovsky | Individuel | 54,03  | 4     | 104,44 | 6     | 158,47 | 5     |

### Ski acrobatique
Ski Cross
| Athlète         | Épreuve          | Qualification | Qualification | 1/4 de finale | Demi-finale | Finale  |
| Athlète         | Épreuve          | Temps         | Rang          | Rang          | Rang        | Rang    |
| --------------- | ---------------- | ------------- | ------------- | ------------- | ----------- | ------- |
| Marzellus Renn  | Ski cross hommes | 56 s 96       | 2             | Annulée       | Annulée     | Annulée |
| Katharina Tordi | Ski cross femmes | 1 min 00 s 82 | 6             | Annulée       | Annulée     | Annulée |

Ski half-pipe
| Athlète       | Épreuve              | Qualification | Qualification | Finale | Finale |
| Athlète       | Épreuve              | Points        | Rang          | Points | Rang   |
| ------------- | -------------------- | ------------- | ------------- | ------ | ------ |
| Lucas Mangold | Ski half-pipe hommes | 61,50         | 9 Q           | 46,75  | 12     |

### Hockey sur glace
Femmes
| - Anna Fiegert - Theresa Fritz - Lucie Geelhaar - Melanie Haeringer - Simone Hase - Theresia Hoppe | - Viola Hotter - Nina Korff - Meike Krimphove - Katharina Oertel - Valerie Offermann - Maylina Schrul | - Saskia Selzer - Pia Szawlowski - Lena Walz - Carolin Welsch - Johanna Winter |  |

| Légende                 |
| ----------------------- |
| Qualifié en demi-finale |

Groupe A
| Équipe     | PJ | G | VP | DP | P | BP | BC | Diff | PTS |
| ---------- | -- | - | -- | -- | - | -- | -- | ---- | --- |
| Suède      | 4  | 4 | 0  | 0  | 0 | 43 | 0  | +43  | 12  |
| Autriche   | 4  | 3 | 0  | 0  | 1 | 22 | 6  | +16  | 9   |
| Allemagne  | 4  | 2 | 0  | 0  | 2 | 12 | 16 | -4   | 6   |
| Kazakhstan | 4  | 1 | 0  | 0  | 3 | 3  | 28 | -25  | 3   |
| Slovaquie  | 4  | 0 | 0  | 0  | 4 | 1  | 31 | -30  | 0   |

| 13 janvier 2012 | Allemagne | 0-11 (0-3, 0-4, 0-4) | Suède | Tyrolean Ice Arena 263 spectateurs |

| Feuille de match | Feuille de match | Feuille de match                              | Feuille de match | Feuille de match                                 |
| ---------------- | ---------------- | --------------------------------------------- | --- | ------------------------------------------------ |
|                  |                  | 0–1 0–2 0–3 0–4 0–5 0–6 0–7 0–8 0–9 0–10 0–11 | 0 min 56 s – K. Andersson (M. Wong) 4 min 32 s – K. Andersson (J. Eidensten, M. Wong) 12 min 41 s – M. Andersson (L. Peterson, C. Lillback) 16 min 15 s – K. Andersson (J. Eidensten, M. Wong) 21 min 56 s – L. Peterson (C. Lillback, L. Backlin) (SN) 28 min 0 s – L. Peterson (M. Andersson, A. Lindberg) 29 min 50 s – L. Peterson (C. Lillback, L. Backlin) 32 min 40 s – A. Lindberg (M. Andersson, C. Lillback) 35 min 21 s – A. Lindberg (L. Backlin) 39 min 30 s – E. Alasalmi (L. Peterson) 41 min 9 s – J. Eidensten (A. Kjellbin) | Arbitrage : Ceci Morris Taru Tanhua Trine Viskum |
| Meike Krimphove  | Gardiens         | Sara Besseling                                | | Arbitrage : Ceci Morris Taru Tanhua Trine Viskum |
| 6 min            | Pénalités        | 8 min                                         | | Arbitrage : Ceci Morris Taru Tanhua Trine Viskum |
| 14               | Tirs             | 45                                            | | Arbitrage : Ceci Morris Taru Tanhua Trine Viskum |

| 15 janvier 2012 | Slovaquie | 0-8 (0–4, 0–1, 0–3) | Allemagne | Tyrolean Ice Arena 286 spectateurs |

| Feuille de match | Feuille de match | Feuille de match                | Feuille de match | Feuille de match                              |
| ---------------- | ---------------- | ------------------------------- | --- | --------------------------------------------- |
|                  |                  | 0–1 0–2 0–3 0–4 0–5 0–6 0–7 0–8 | 7 min 59 s – V. Offermann 9 min 19 s – V. Offermann (P. Szawlowski) 11 min 2 s – P. Szawlowski (L. Geelhaar, A. Fiegert) 12 min 57 s – V. Offermann (L. Geelhaar, T. Fritz) (IN) 24 min 25 s – S. Selzer (K. Oertel, A. Fiegert) (IN) 30 min 46 s – A. Fiegert (V. Offermann) (IN) 41 min 38 s – A. Fiegert (V. Offermann) 43 min 3 s – N. Korff (T. Hoppe, J. Winter) (SN) | Arbitrage : Ceci Morris HUI Wang Trine Viskum |
| Nikola Kaliska   | Gardiens         | Viola Hotter                    | | Arbitrage : Ceci Morris HUI Wang Trine Viskum |
| 4 min            | Pénalités        | 8 min                           | | Arbitrage : Ceci Morris HUI Wang Trine Viskum |
| 3                | Tirs             | 66                              | | Arbitrage : Ceci Morris HUI Wang Trine Viskum |

| 16 janvier 2012 | Allemagne | 2-5 (2–2, 0–1, 0–2) | Autriche | Tyrolean Ice Arena 475 spectateurs |

| Feuille de match | Feuille de match                                                                          | Feuille de match            | Feuille de match | Feuille de match                                         |
| ---------------- | ----------------------------------------------------------------------------------------- | --------------------------- | --- | -------------------------------------------------------- |
|                  | V. Offermann (P. Szawlowski) – 8 min 34 s P. Szawlowski (V. Offermann) (SN) – 14 min 31 s | 0–1 1–1 1–2 2–2 2–3 2–4 2–5 | 6 min 2 s – V. Hummel (J. Willenshofer) 10 min 51 s – J. Willenshofer (A. Meixner) (IN) 15 min 59 s – T. Grascher (A. Meixner) 31 min 1 s – J. Willenshofer (J. Frick) 33 min 34 s – V. Hummel (T. Grascher) | Arbitrage : Meghan Mallette Nikola Dvorakova Taru Tanhua |
| Viola Hotter     | Gardiens                                                                                  | Paula Camilla Marchhart     | | Arbitrage : Meghan Mallette Nikola Dvorakova Taru Tanhua |
| 2 min            | Pénalités                                                                                 | 4 min                       | | Arbitrage : Meghan Mallette Nikola Dvorakova Taru Tanhua |
| 31               | Tirs                                                                                      | 20                          | | Arbitrage : Meghan Mallette Nikola Dvorakova Taru Tanhua |

| 18 janvier 2012 | Kazakhstan | 0-2 (0–1, 0–1, 0–0) | Allemagne | Tyrolean Ice Arena 371 spectateurs |

| Feuille de match | Feuille de match | Feuille de match | Feuille de match                                                                          | Feuille de match                                       |
| ---------------- | ---------------- | ---------------- | ----------------------------------------------------------------------------------------- | ------------------------------------------------------ |
|                  |                  | 0–1 0–2          | 13 min 44 s – L. Geelhaar (P. Szawlowski) 29 min 57 s – V. Offermann (P. Szawlowski) (IN) | Arbitrage : Zuzana Findurova Mirjam Gruber Taru Tanhua |
| Anastassiya Ogay | Gardiens         | Meike Krimphove  |                                                                                           | Arbitrage : Zuzana Findurova Mirjam Gruber Taru Tanhua |
| 8 min            | Pénalités        | 6 min            |                                                                                           | Arbitrage : Zuzana Findurova Mirjam Gruber Taru Tanhua |
| 8                | Tirs             | 34               |                                                                                           | Arbitrage : Zuzana Findurova Mirjam Gruber Taru Tanhua |

#### Demi-finale
| 20 janvier 2012 | Autriche | 2-0 (0–0, 2–0, 0–0) | Allemagne | Tyrolean Ice Arena 1 311 spectateurs |

| Feuille de match        | Feuille de match                                                            | Feuille de match | Feuille de match | Feuille de match                                      |
| ----------------------- | --------------------------------------------------------------------------- | ---------------- | ---------------- | ----------------------------------------------------- |
|                         | A. Meixner (A. List) – 18 min 17 s A. Meixner (V. Hummel) (SN) – 27 min 6 s | 1–0 2–0          |                  | Arbitrage : Meghan Mallette Mirjam Gruber Taru Tanhua |
| Paula Camilla Marchhart | Gardiens                                                                    | Meike Krimphove  |                  | Arbitrage : Meghan Mallette Mirjam Gruber Taru Tanhua |
| 8 min                   | Pénalités                                                                   | 6 min            |                  | Arbitrage : Meghan Mallette Mirjam Gruber Taru Tanhua |
| 12                      | Tirs                                                                        | 22               |                  | Arbitrage : Meghan Mallette Mirjam Gruber Taru Tanhua |

#### Match pour la médaille de bronze
| 21 janvier 2012 | Allemagne | 7-4 (2–1, 3–1, 2–2) | Kazakhstan | Tyrolean Ice Arena 789 spectateurs |

| Feuille de match | Feuille de match | Feuille de match                            | Feuille de match | Feuille de match                                    |
| ---------------- | --- | ------------------------------------------- | --- | --------------------------------------------------- |
|                  | K. Oertel (P. Szawlowski) (SN) – 8 min 42 s L. Walz (L. Geelhaar) – 12 min 21 s V. Offermann (A. Fiegert) – 17 min 20 s L. Geelhaar (A. Fiegert) (SN) – 20 min 21 s K. Oertel (P. Szawlowski) (SN) – 28 min 16 s V. Offermann – 38 min 35 s V. Offermann (IN) – 40 min 17 s | 1–0 2–0 2–1 2–2 3–2 4–2 5–2 5–3 6–3 7–3 7–4 | 14 min 18 s – S. Urpekbayeva (M. Ryspek) 16 min 18 s – M. Ryspek (SN) 31 min 56 s – M. Ryspek (S. Urpekbayeva) 41 min 57 s – N. Assimova | Arbitrage : Zuzana Findurova Mirjam Gruber HUI Wang |
| Meike Krimphove  | Gardiens | Anastassiya Ogay                            | | Arbitrage : Zuzana Findurova Mirjam Gruber HUI Wang |
| 10 min           | Pénalités | 8 min                                       | | Arbitrage : Zuzana Findurova Mirjam Gruber HUI Wang |
| 50               | Tirs | 9                                           | | Arbitrage : Zuzana Findurova Mirjam Gruber HUI Wang |

Classement final :  3

### Luge
Hommes
| Athlète                  | Épreuve        | Finale   | Finale   | Finale         | Finale |
| Athlète                  | Épreuve        | Manche 1 | Manche 2 | Total          | Rang   |
| ------------------------ | -------------- | -------- | -------- | -------------- | ------ |
| Toni Graefe              | Simple hommes  | 39 s 982 | 39 s 938 | 1 min 19 s 920 | 3      |
| Christian Paffe          | Simple hommes  | 39.737   | 39.866   | 1:19.603       | 1      |
| Tim Brendel Florian Funk | Doubles hommes | 42 s 700 | 42 s 658 | 1 min 25 s 358 | 2      |

Femmes
| Athlète       | Épreuve       | Finale   | Finale   | Finale         | Finale |
| Athlète       | Épreuve       | Manche 1 | Manche 2 | Total          | Rang   |
| ------------- | ------------- | -------- | -------- | -------------- | ------ |
| Saskia Langer | Simple femmes | 40 s 056 | 40 s 358 | 1 min 20 s 414 | 2      |

Équipe
| Athlète                                                | Épreuve                   | Finale   | Finale   | Finale   | Finale         | Finale |
| Athlète                                                | Épreuve                   | Hommes   | Femmes   | Doubles  | Total          | Rang   |
| ------------------------------------------------------ | ------------------------- | -------- | -------- | -------- | -------------- | ------ |
| Saskia Langer Christian Paffe Tim Brendel Florian Funk | Relais par équipes mixtes | 44 s 788 | 46 s 766 | 47 s 154 | 2 min 18 s 708 | 2      |

### Combiné nordique
Hommes
| Athlète    | Épreuve           | Saut à ski | Saut à ski | Ski de fond | Ski de fond   | Finale        | Finale |
| Athlète    | Épreuve           | Points     | Rang       | Retard      | Temps ski     | Total temps   | Rang   |
| ---------- | ----------------- | ---------- | ---------- | ----------- | ------------- | ------------- | ------ |
| Tom Lubitz | Individuel hommes | 137,5      | 1          | 0 min 00    | 26 min 57 s 6 | 26 min 57 s 6 | 4      |

### Patinage de vitesse sur piste courte
Femmes
| Athlète        | Épreuve             | Quart de finale | Quart de finale | Demi-finale    | Demi-finale | Finale         | Finale |
| Athlète        | Épreuve             | Temps           | Rang            | Temps          | Rang        | Temps          | Rang   |
| -------------- | ------------------- | --------------- | --------------- | -------------- | ----------- | -------------- | ------ |
| Elisabeth Witt | 500 mètres femmes   | 49 s 788        | 3 qCD           | 49 s 737       | 3 qD        | 49 s 799       | 1      |
| Elisabeth Witt | 1 000 mètres femmes | 1 min 42 s 928  | 3 qCD           | 1 min 39 s 667 | 2 qC        | 1 min 40 s 980 | 3      |

Mixte
| Athlète                                                                                          | Épreuve              | Demi-finale    | Demi-finale | Finale         | Finale |
| Athlète                                                                                          | Épreuve              | Temps          | Rang        | Temps          | Rang   |
| ------------------------------------------------------------------------------------------------ | -------------------- | -------------- | ----------- | -------------- | ------ |
| Équipe D Elisabeth Witt (GER) Thomas Insuk Hong (USA) Sumire Kikuchi (JPN) Yin-Cheng Chang (TPE) | Relais mixte par CNO | 4 min 23 s 141 | 4 qB        | 4 min 24 s 360 | 1      |

### Skeleton
Hommes
| Athlète            | Épreuve           | Finale   | Finale   | Finale        | Finale |
| Athlète            | Épreuve           | Manche 1 | Manche 2 | Total         | Rang   |
| ------------------ | ----------------- | -------- | -------- | ------------- | ------ |
| Sebastian Berneker | Individuel hommes | 56 s 20  | 56 s 53  | 1 min 52 s 73 | 1      |

Femmes
| Athlète             | Épreuve           | Finale   | Finale   | Finale  | Finale |
| Athlète             | Épreuve           | Manche 1 | Manche 2 | Total   | Rang   |
| ------------------- | ----------------- | -------- | -------- | ------- | ------ |
| Jacqueline Loelling | Individuel femmes | Annulée  | 57 s 43  | 57 s 43 | 1      |
| Kim Meylemans       | Individuel femmes | Annulée  | 59 s 02  | 59 s 02 | 5      |

### Saut à ski
Hommes
| Athlète           | Épreuve           | 1er saut | 1er saut | 2e saut  | 2e saut | Total  | Total |
| Athlète           | Épreuve           | Distance | Points   | Distance | Points  | Points | Rang  |
| ----------------- | ----------------- | -------- | -------- | -------- | ------- | ------ | ----- |
| Andreas Wellinger | Individuel hommes | 74,0 m   | 127,4    | 73,0 m   | 125,5   | 252,9  | 4     |

Femmes
| Athlète           | Épreuve           | 1er saut | 1er saut | 2e saut  | 2e saut | Total  | Total |
| Athlète           | Épreuve           | Distance | Points   | Distance | Points  | Points | Rang  |
| ----------------- | ----------------- | -------- | -------- | -------- | ------- | ------ | ----- |
| Katharina Althaus | Individuel femmes | 71,0 m   | 119,2    | 72,5 m   | 123,3   | 242,5  | 2     |

Équipe avec combiné nordique
| Athlète                                        | Épreuve                 | 1er saut | 2e saut | Total | Rang |
| ---------------------------------------------- | ----------------------- | -------- | ------- | ----- | ---- |
| Katharina Althaus Tom Lubitz Andreas Wellinger | Compétition par équipes | 309,8    | 330,3   | 640,1 | 1    |

### Snowboard
Hommes
| Athlète          | Épreuve           | Qualification  | Qualification  | Qualification  | Demi-finale  | Demi-finale  | Demi-finale  | Finale       | Finale       | Finale       |
| Athlète          | Épreuve           | Manche 1       | Manche 2       | Rang           | Manche 1     | Manche 2     | Rang         | Manche 1     | Manche 2     | Rang         |
| ---------------- | ----------------- | -------------- | -------------- | -------------- | ------------ | ------------ | ------------ | ------------ | ------------ | ------------ |
| Linus Birkendahl | Half-pipe hommes  | 40,25          | 21,00          | 13             | Non qualifié | Non qualifié | Non qualifié | Non qualifié | Non qualifié | Non qualifié |
| Linus Birkendahl | Slopestyle hommes | N'a pas débuté | N'a pas débuté | N'a pas débuté |              |              |              | Non qualifié | Non qualifié | Non qualifié |
| Johannes Hoepfl  | Half-pipe hommes  | 67,00          | 21,25          | 5 q            | 80,25        | 21,50        | 2 Q          | 64,25        | 71,50        | 8            |
| Johannes Hoepfl  | Slopestyle hommes | 13,50          | 60,50          | 10             |              |              |              | Non qualifié | Non qualifié | Non qualifié |

### Patinage de vitesse
Hommes
| Athlète           | Épreuve              | Course 1 | Course 2 | Total           | Rang            |
| ----------------- | -------------------- | -------- | -------- | --------------- | --------------- |
| Kenneth Stargardt | 500 mètres hommes    | 41 s 98  | 41 s 91  | 83 s 89         | 14              |
| Kenneth Stargardt | 3 000 mètres hommes  |          |          | 4 min 44 s 75   | 16              |
| Kenneth Stargardt | Départ groupé hommes |          |          | N'a pas terminé | N'a pas terminé |
| Niklas Kamphausen | 1 500 mètres hommes  |          |          | 2 min 09 s 14   | 16              |
| Niklas Kamphausen | 3 000 mètres hommes  |          |          | 4 min 36 s 58   | 13              |
| Niklas Kamphausen | Départ groupé hommes |          |          | 7 min 30 s 34   | 18              |

Femmes
| Athlète        | Épreuve              | Course 1 | Course 2 | Total         | Rang |
| -------------- | -------------------- | -------- | -------- | ------------- | ---- |
| Leia Behlau    | 500 mètres femmes    | 44 s 37  | 43 s 76  | 88 s 13       | 5    |
| Leia Behlau    | 1 500 mètres femmes  |          |          | 2 min 15 s 75 | 8    |
| Leia Behlau    | Départ groupé femmes |          |          | 6 min 06 s 66 | 8    |
| Michelle Uhrig | 500 mètres femmes    | 45 s 17  | 44 s 95  | 90 s 12       | 9    |
| Michelle Uhrig | 3 000 mètres femmes  |          |          | 4 min 53 s 47 | 7    |
| Michelle Uhrig | Départ groupé femmes |          |          | 6 min 03 s 09 | 5    |